# Wave election
Wave election ist ein inzwischen weitverbreiteter Begriff aus US-Wahlkämpfen, der dazu gebraucht wird, um substanzielle Zugewinne einer Partei bei einer Wahl – meist Kongresswahlen – auszudrücken. Auch die Politikwissenschaft verwendet den Ausdruck, der sich neben den USA auch in Indien etabliert hat. Wörtlich wäre Wave election mit „Wellen-Wahl“ oder „Wahl-Welle“ zu übersetzen; diese Anlehnung ist bewusst gewählt, da ein signifikanter Zuwachs an Mandaten in diesen Wahlen überregional stattfindet, also „eine Welle durchs Land geht“.

## Verwendung in den Vereinigten Staaten

### Merkmale
Der Begriff Wave election stammt aus den Vereinigten Staaten, wo er in Politikwissenschaft, Medien und Öffentlichkeit inzwischen sehr etabliert ist. Mit der Bezeichnung sollen substanzielle Zugewinne für eine Partei zum Ausdruck gebracht werden. Meist handelt es sich um Kongresswahlen, die sowohl parallel zu den Präsidentschaftswahlen als auch in der Mitte einer vierjährigen präsidialen Amtszeit stattfinden. Klassisches Merkmal für eine Wave election ist neben den reinen Zugewinnen an Kongressmandaten auch die Überregionalität: Die Siegerpartei gewinnt fast über das gesamte Land überdurchschnittlich viele Wahlkreise. Es geht also praktisch eine „Welle durchs Land“ (die wörtliche Übersetzung von Wave election wäre „Wellen-Wahl“ oder „Wahl-Welle“). Darüber hinaus gelingt es der unterlegenen Partei entweder überhaupt nicht oder nur selten, einige neue Mandate hinzuzugewinnen. Die meisten Wahlkreise, in denen die nationale Verliererpartei siegreich hervorgeht, sind ihre klassischen Hochburgen. Bei den Republikanern sind das traditionell ländlich geprägte Regionen, bei den Demokraten stark urbanisierte Gebiete.
Da bei den zweijährlich stattfindenden Kongresswahlen das gesamte Repräsentantenhaus mit 435 Mandaten neu besetzt wird, während im Senat nur ein Drittel der 100 Mitglieder zur Wahl stehen, ist bei Wave elections im Repräsentantenhaus eine deutlich größere Verschiebung an Sitzen zwischen den Parteilagern zu verzeichnen. Ein nahezu gleichbleibendes Kräfteverhältnis zwischen den Fraktionen im Senat ist daher möglich, während im Repräsentantenhaus deutliche Veränderungen eintreten. Ein Beispiel hierfür sind die Kongresswahlen 1966, als die oppositionellen Republikaner lediglich zwei Senatsmandate hinzugewinnen konnten. Die Demokraten konnten auch nach dem Urnengang noch immer 64 der 100 Senatoren stellen. Im House hingegen errangen die Republikaner 47 neue Sitze; trotzdem blieben die Mehrheitsverhältnisse unverändert (248 gegen 187 Abgeordnete zu Gunsten der Demokraten). Eine Wave election hat also nicht automatisch eine Veränderung der Mehrheitsverhältnisse insgesamt zur Folge. Genauso sind starke Zugewinne der Minderheitspartei möglich, wie ein signifikanter Zuwachs der Mehrheitspartei vorstellbar ist, die damit ihren Vorsprung ausbauen kann. Beispielsweise 1974, während der Nachwirkungen der Watergate-Affäre, errangen die Demokraten 49 neue Sitze, was ihre Mehrheit von 242 auf 291 Mandate vergrößerte. Im Jahr 1938 konnten die Republikaner nach den Wahlen 81 Abgeordnete mehr stellen, obgleich sie noch immer mit dann 169 Sitzen klar in der Minderheit waren.
Eine genaue Definition anhand eines bestimmten Stimmenanteils oder einer Mindestzahl an hinzugewonnenen Kongressmandaten ist nicht eindeutig definiert. Als Richtmarke werden grob etwa 20 neue Sitze im Repräsentantenhaus genannt.

### Einordnung

Wahlbezirke zum Repräsentantenhaus 2006 zur Wahl die als Wave election bekannt wurde:
Sitz durch die Demokraten gehalten
Sitz durch die Demokraten hinzugewonnen
Sitz durch die Republikaner gehalten
Sitz durch die Republikaner hinzugewonnen

Wahlbezirke zum Repräsentantenhaus 2010 zur Wahl die als Wave election bekannt wurde:
Sitz durch die Demokraten gehalten
Sitz durch die Demokraten hinzugewonnen
Sitz durch die Republikaner gehalten
Sitz durch die Republikaner hinzugewonnen

Findet parallel eine Präsidentschaftswahl statt, ist meist die Partei mit Zugewinnen im Kongress im Vorteil. Dies muss aber nicht zwingend der Fall sein, wie die Wahlen des Jahres 1956 zeigten: Dabei wurde der Republikaner Dwight D. Eisenhower mit großer Mehrheit im Weißen Haus bestätigt, während seine Partei nicht von der Wiederwahl des beliebten Präsidenten profitieren konnte. Im Repräsentantenhaus gewannen die Demokraten sogar zwei neue Sitze, nachdem sie wie schon in der als Wave election bezeichneten Wahl von 1954 erneut die Kongressmehrheit gewannen.
Beobachtet werden kann aber, dass die Partei des Präsidenten meist während der Halbzeitwahlen, also zur Mitte der Amtszeit, Mandate verliert, wenn von einer Wave election die Rede ist. Ein umgekehrter Fall ist bereits seit dem 19. Jahrhundert nicht mehr vorgekommen. Zugewinne im Kongress für die Partei des Präsidenten sind bei Halbzeitwahlen ohnehin sehr selten und wenn sie vorkommen (wie zum Beispiel 1962 während John F. Kennedys Amtsperiode) fallen sie meist gering aus. Andererseits ist nicht bei sämtlichen Halbzeitwahlen von einer Wave election die Rede. Ein Beispiel für eine Wave election aus jüngster Vergangenheit sind die Wahlen des Jahres 2010, als die Republikaner während Barack Obamas erster Amtszeit 63 Sitze im House hinzugewannen und damit eine Mehrheit errangen, während die Demokraten ihre Mehrheit im Senat knapp behaupten konnten. 2014, während Präsident Obamas zweiter Amtsperiode, wurde der Begriff Wave election angesichts der moderaten republikanischen Gewinne von 13 Mandaten im House (aber acht neue Mandate im Senat) nur vereinzelt gebraucht. Wave elections im Kongress treten häufig auch parallel zu Präsidentschaftswahlen auf; beispielsweise wenn ein neuer Präsident mit großer Mehrheit gewählt wird, wie das bei Obamas erster Wahl 2008 der Fall war, oder ein Amtsinhaber mit einem deutlichen Ergebnis bestätigt wird. Beispiele sind hier die Wiederwahlen von Franklin D. Roosevelt 1936 oder Lyndon B. Johnson 1964. Die Politikwissenschaft hat hier folgende Erklärung: Während die Wähler im Zuge einer Präsidentschaftswahl mit einem eindeutigen Ergebnis mit dem populären Kandidaten sympathisieren und damit häufig seiner Partei auch bei Kongresswahlen die Stimmen geben, werden die Halbzeitwahlen häufig von politischen Gegnern des Präsidenten oder früheren, inzwischen enttäuschten, Wählern genutzt, um ihre Missbilligung mit der Politik des Weißen Hauses zum Ausdruck zu bringen. Darüber hinaus gelingt es im Zuge von Halbzeitwahlen den Gegnern des US-Präsidenten meist besser, ihre Anhänger zu mobilisieren um die Regierung „abzustrafen“, während die Befürworter des Präsidenten meist nicht so zahlreich wählen gehen. Wahlen wie jene von 1956 werden als Ausnahme betrachtet, da Präsident Eisenhowers Bestätigung im Amt mehr mit seiner persönlichen Popularität als seiner Parteizugehörigkeit zu tun hatte. Darüber hinaus verfolgte Eisenhower auch demokratische Ziele und verstand es mit demokratischen Politikern zusammenzuarbeiten, was ihn auch für viele Anhänger der Demokraten wählbar machte.

### Beispiele
Demokratische Wave elections waren beispielsweise: 1932, 1936, 1948, 1954, 1958, 1964, 1974, 1982, 2006, 2008 und 2018.
Republikanische Wave elections waren beispielsweise: 1938, 1942, 1946, 1950, 1952, 1966, 1980, 1994, 2010 und 2014.

## Verwendung in Indien
Auch in Indien sind die zum Teil erdrutschartigen Siege der Bharatiya Janata Party mit ihrem Spitzenkandidaten Narendra Modi bei der Parlamentswahl 2014 und zum Teil auch bei den nachfolgenden Wahlen in einzelnen indischen Bundesstaaten als Modi wave bezeichnet worden.